# 윌파투 국립공원

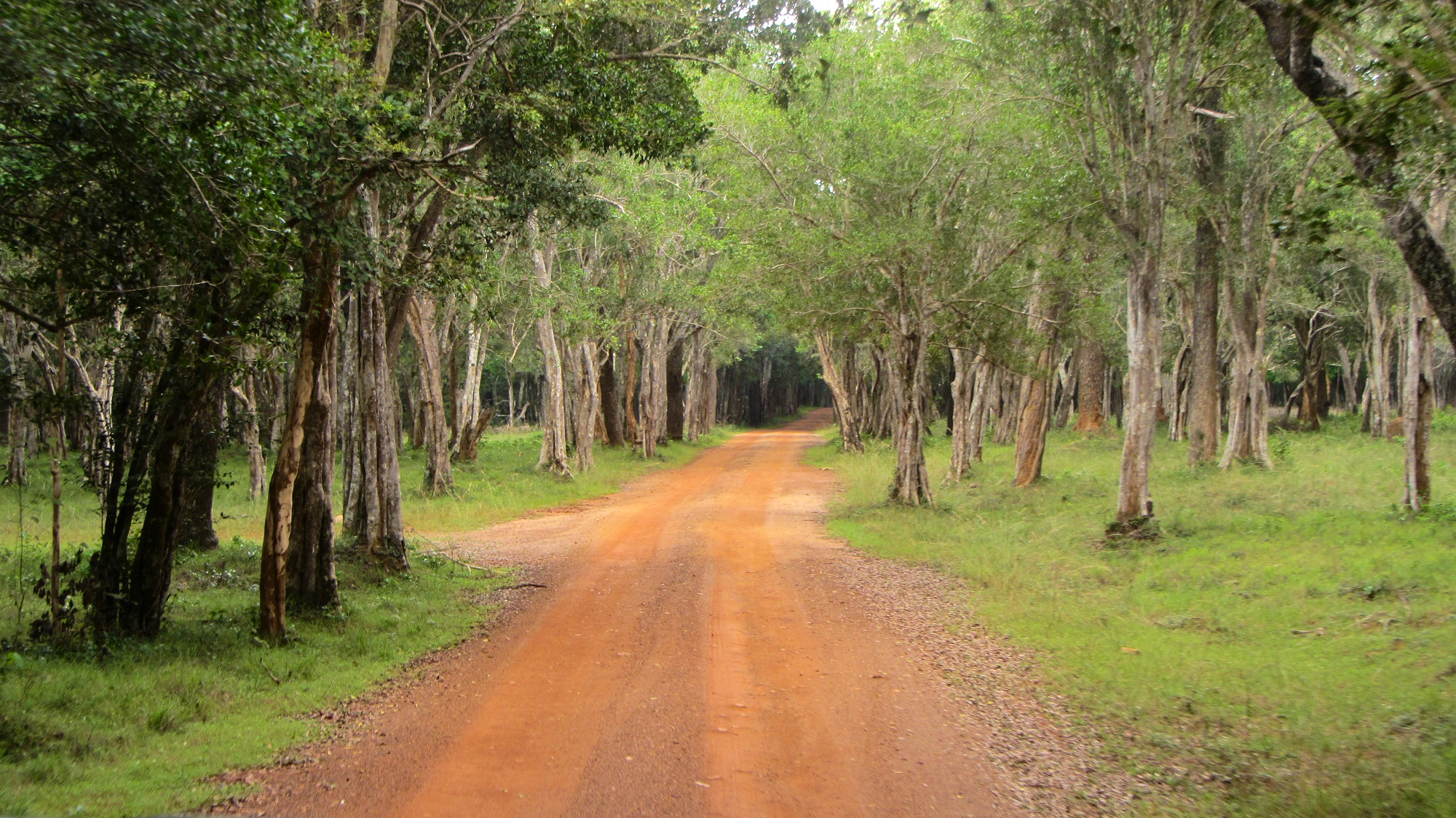

윌파투 국립공원(Wilpattu National Park)은 스리랑카섬에 위치한 공원의 하나이다.
스리랑카의 북서부, 푸탈람 동쪽인 아누라다푸라(Anuradhapura)와 푸탈(Puttalam) 근처에 1,315km2의 면적을 차지하며 위치해 있다. 표범이 많기로 유명하며 곰도 많이있다.

## 사진

### 새

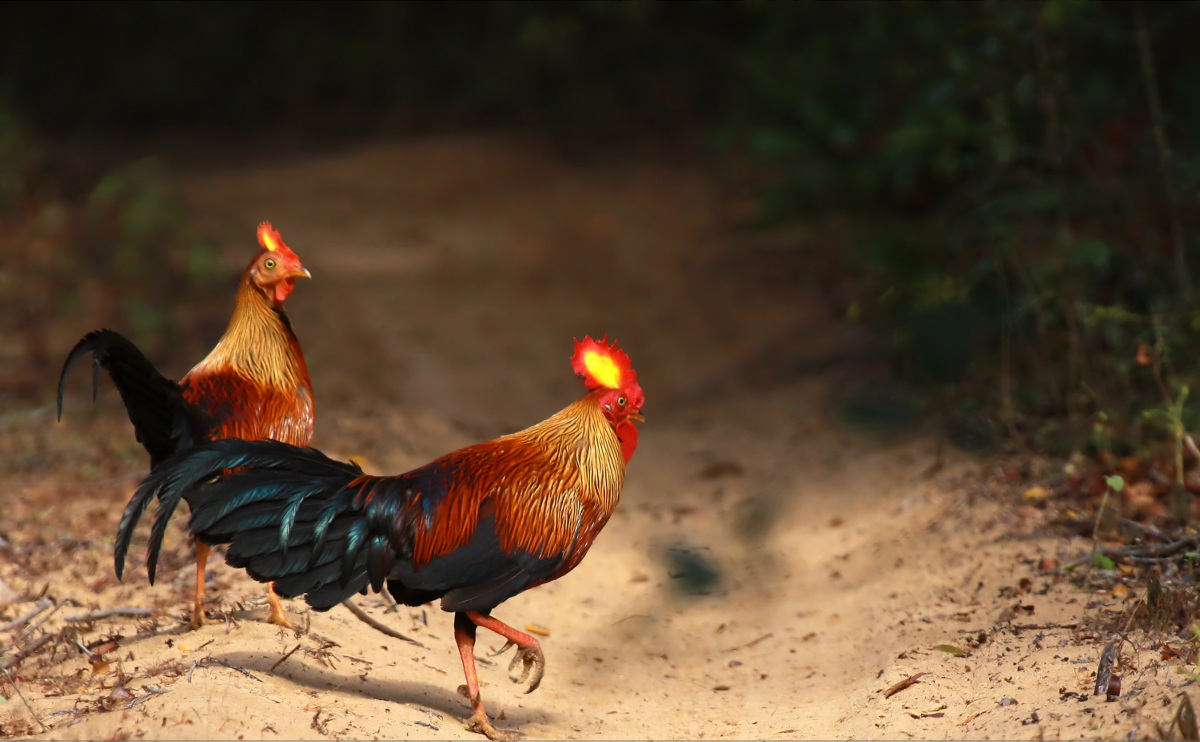
실론야계
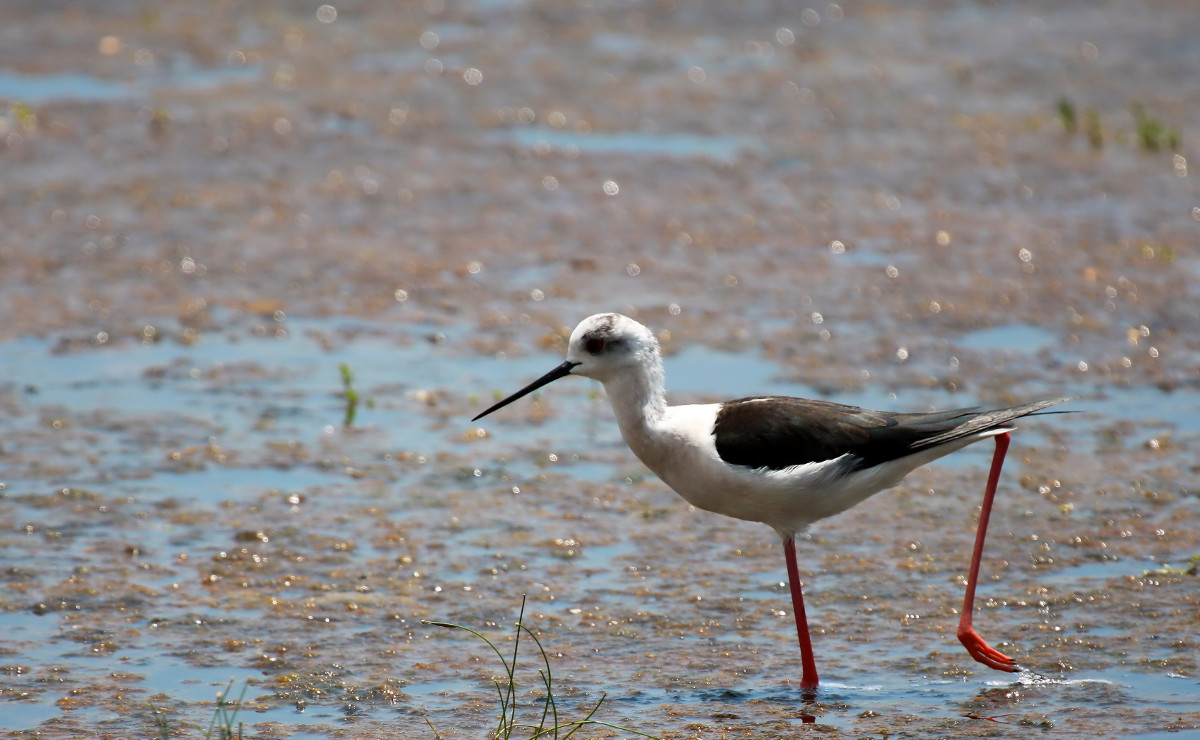
장다리물떼새
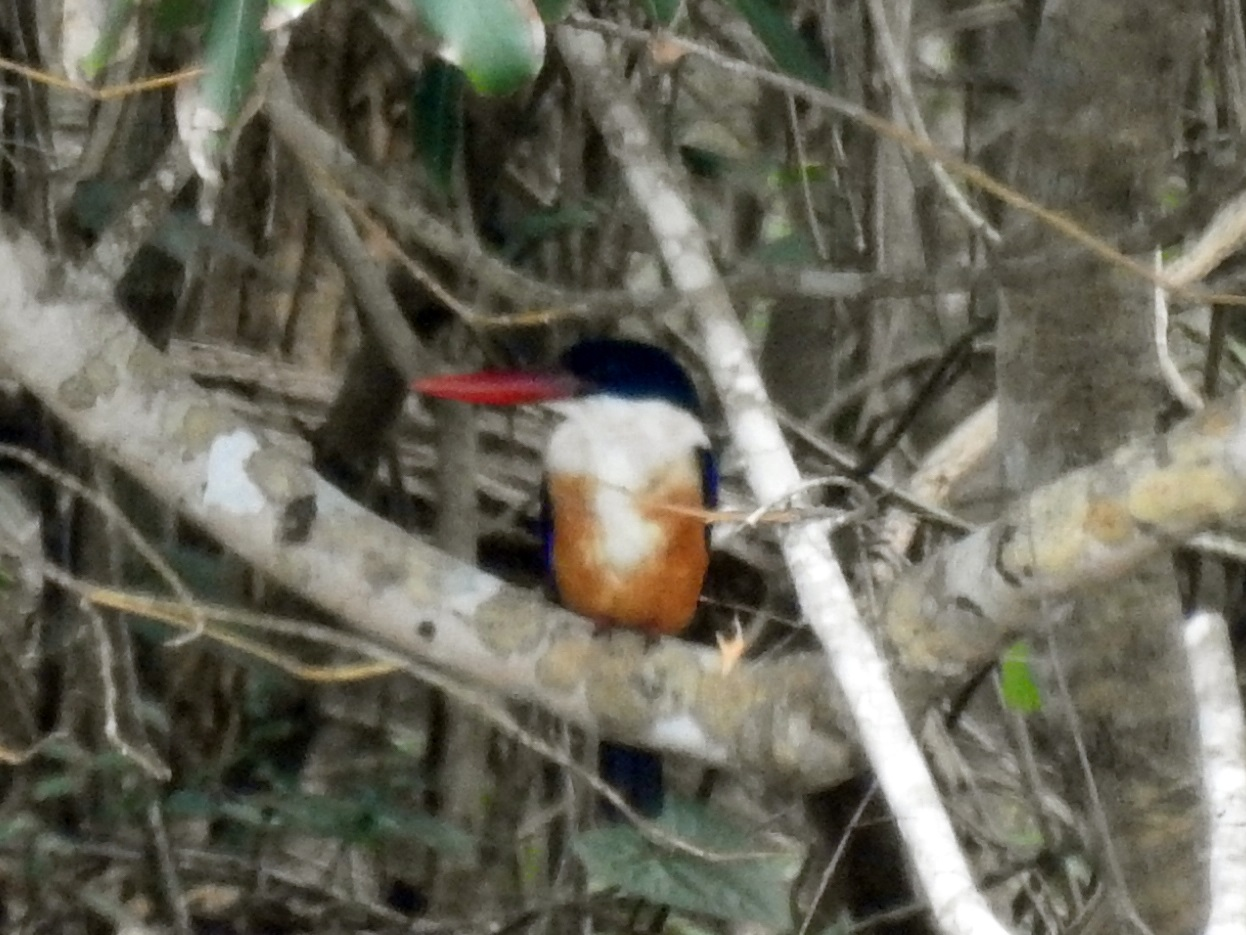
청호반새
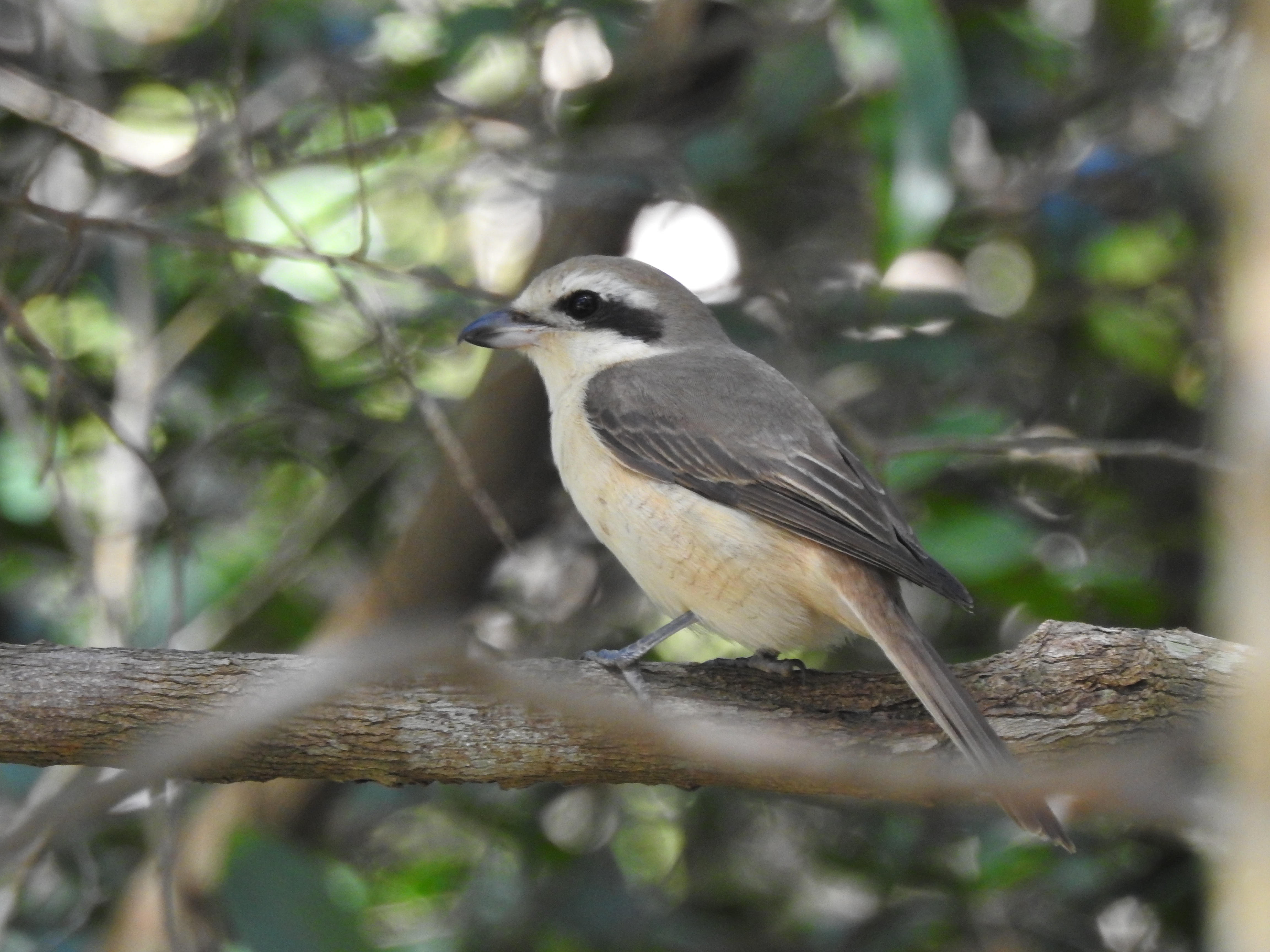
노랑때까치
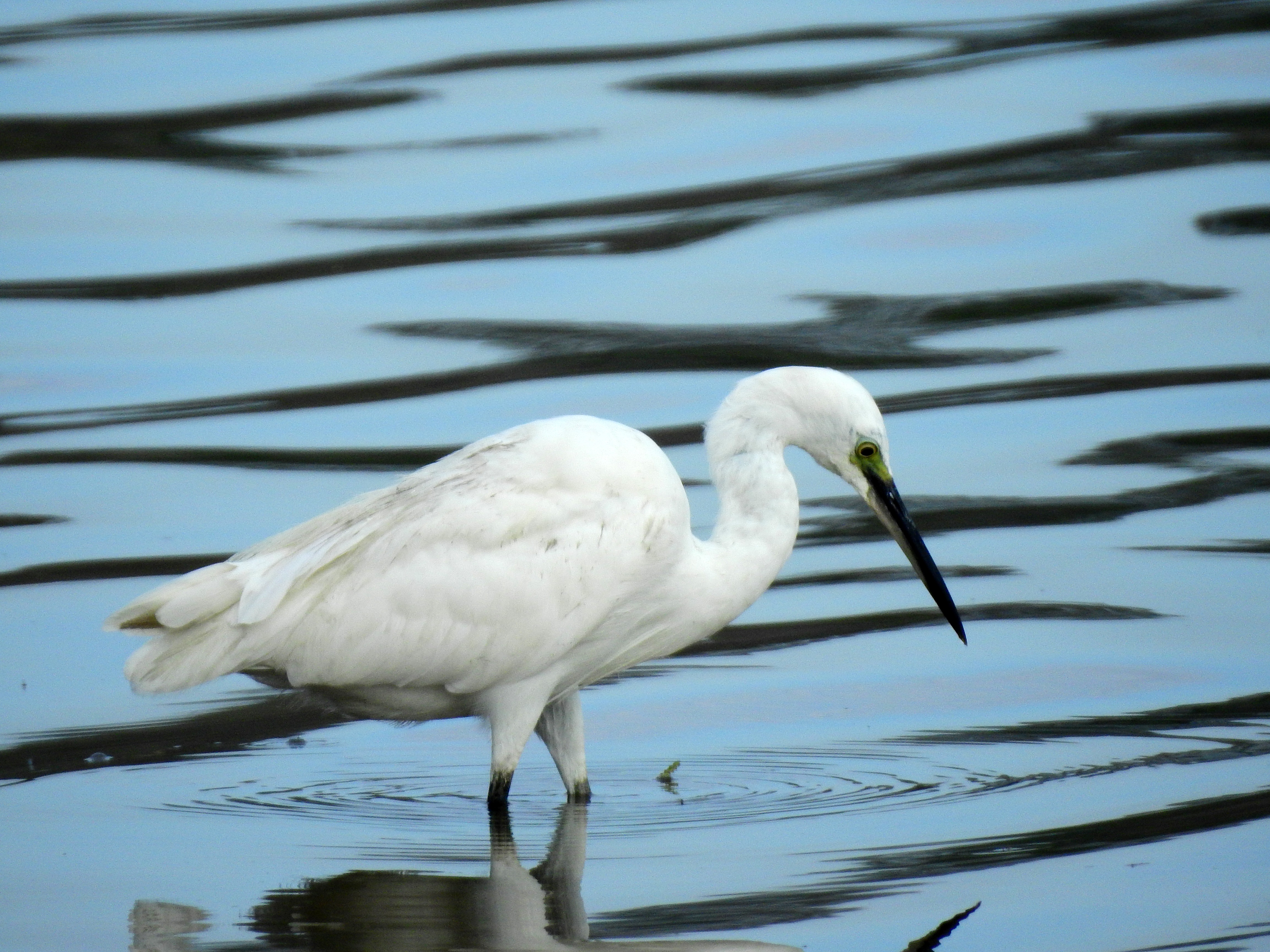
황로
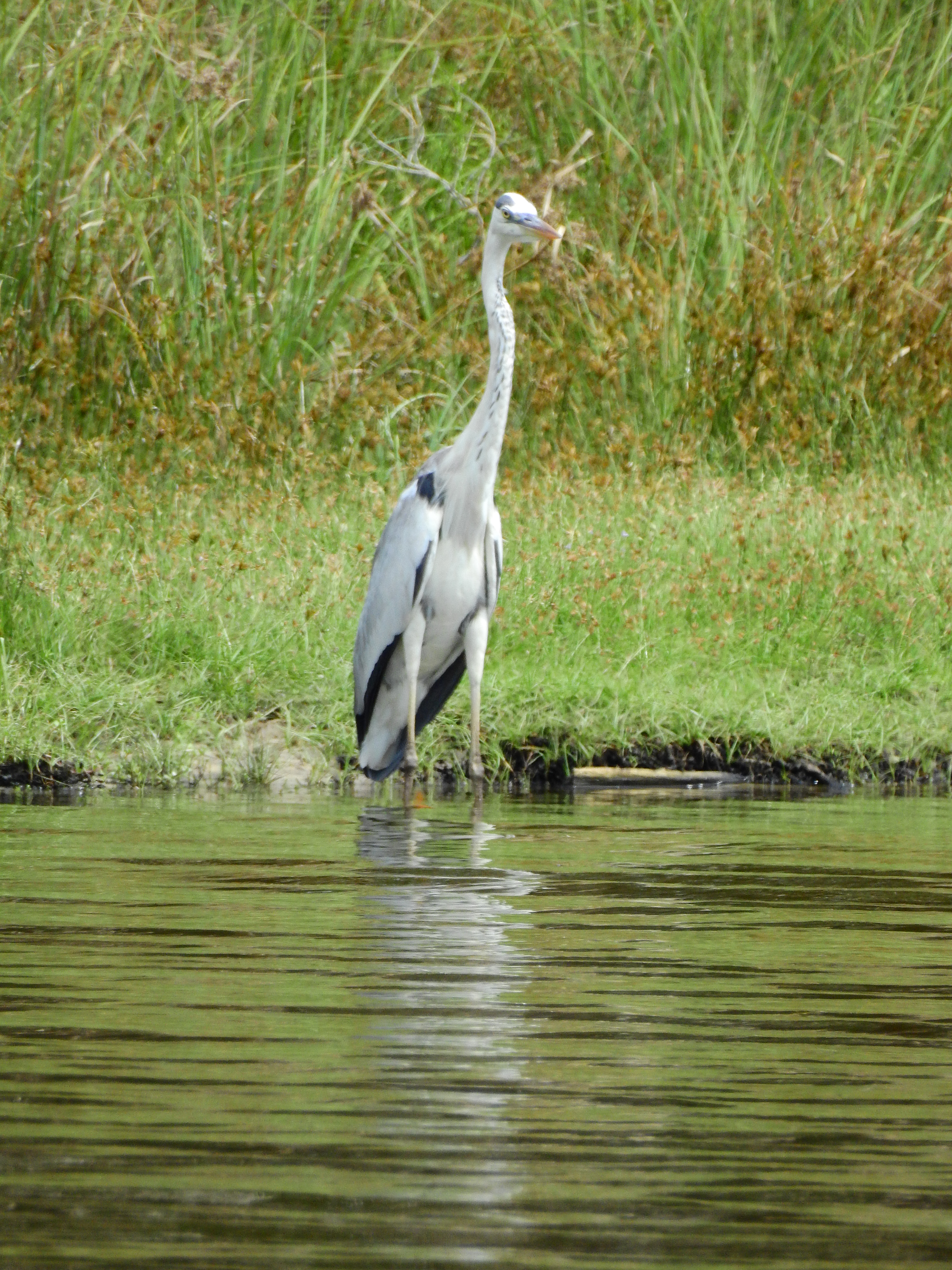
왜가리
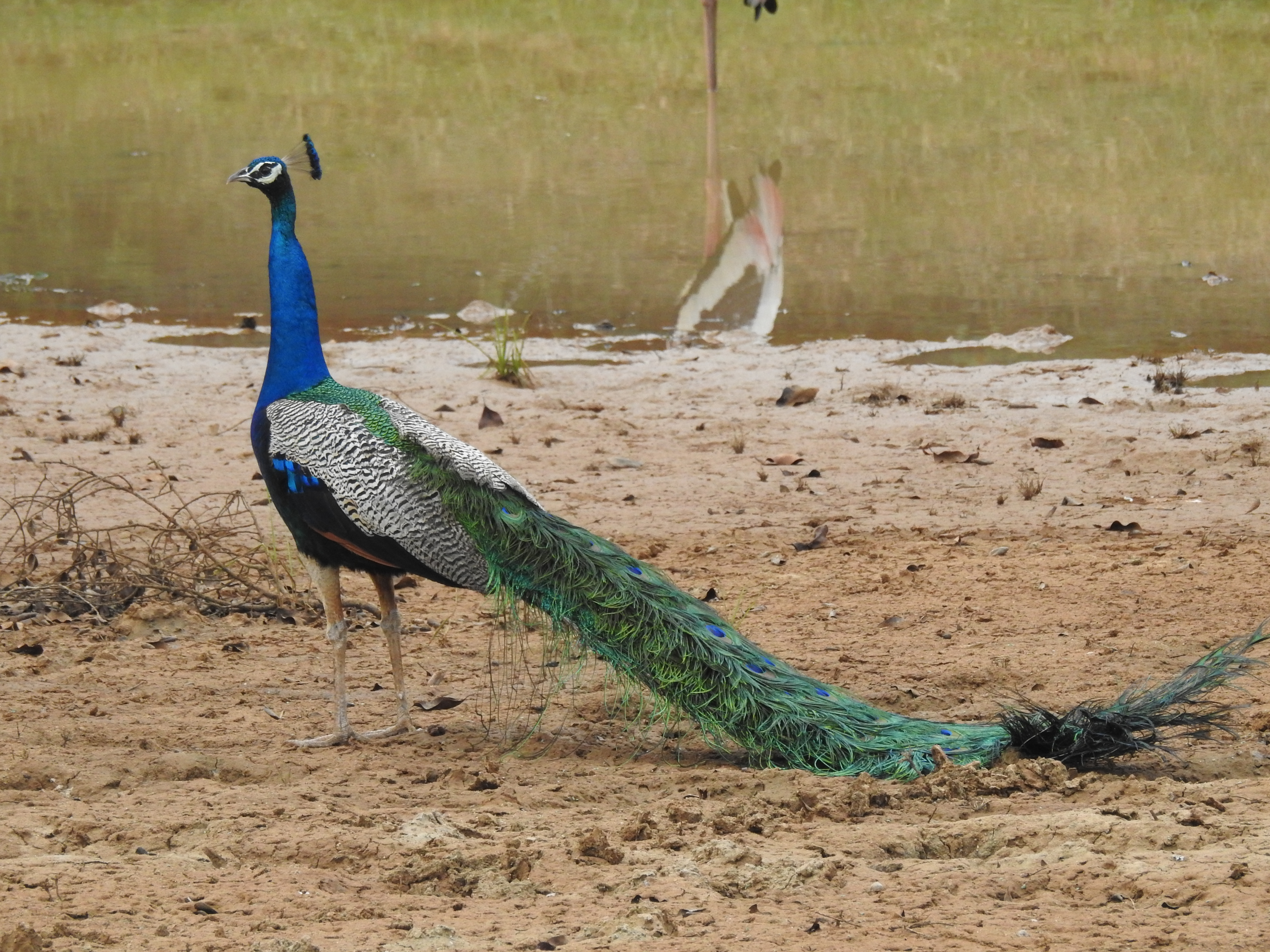
인도공작

### 파충류

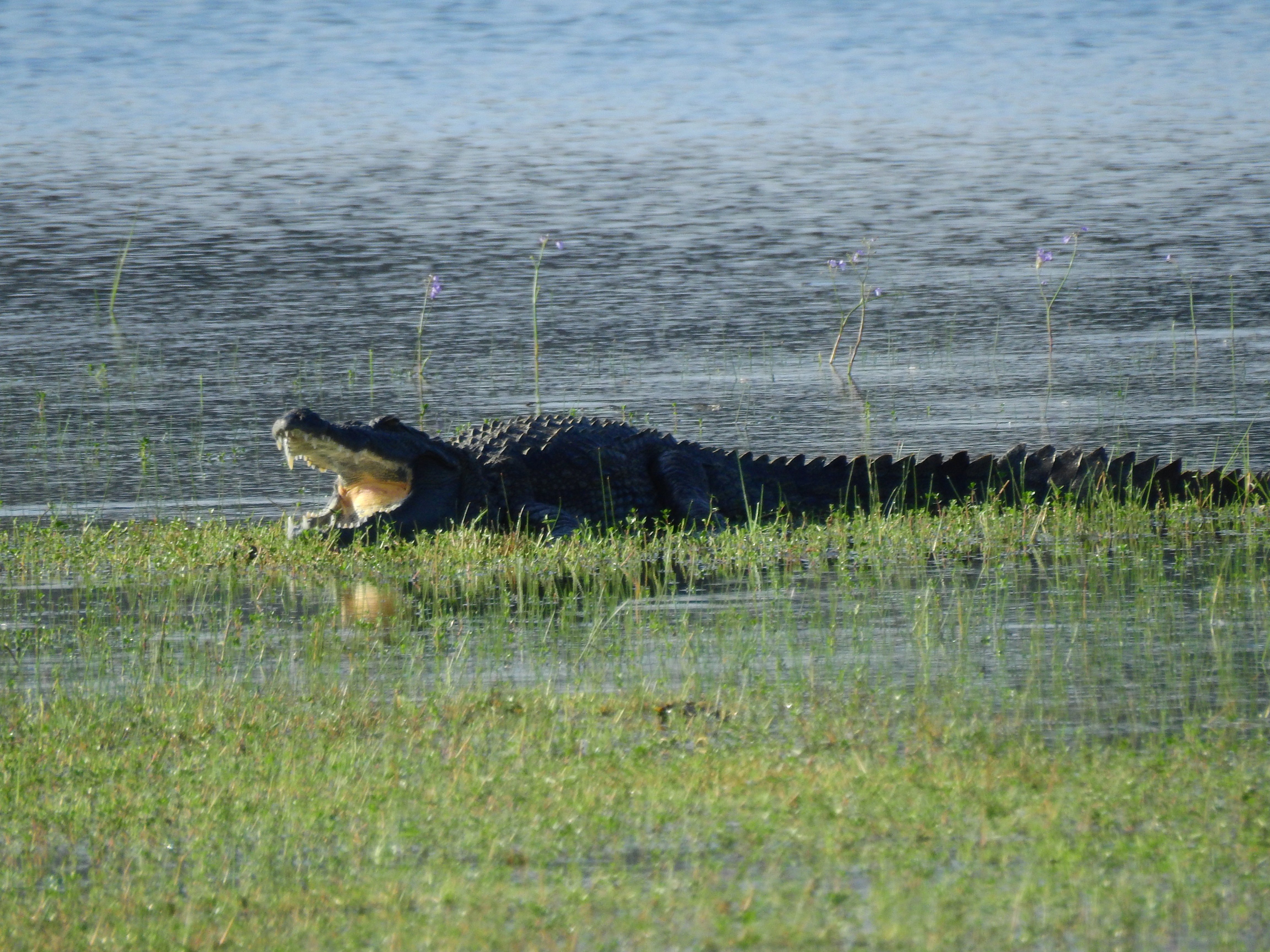
늪지악어

### 길짐승

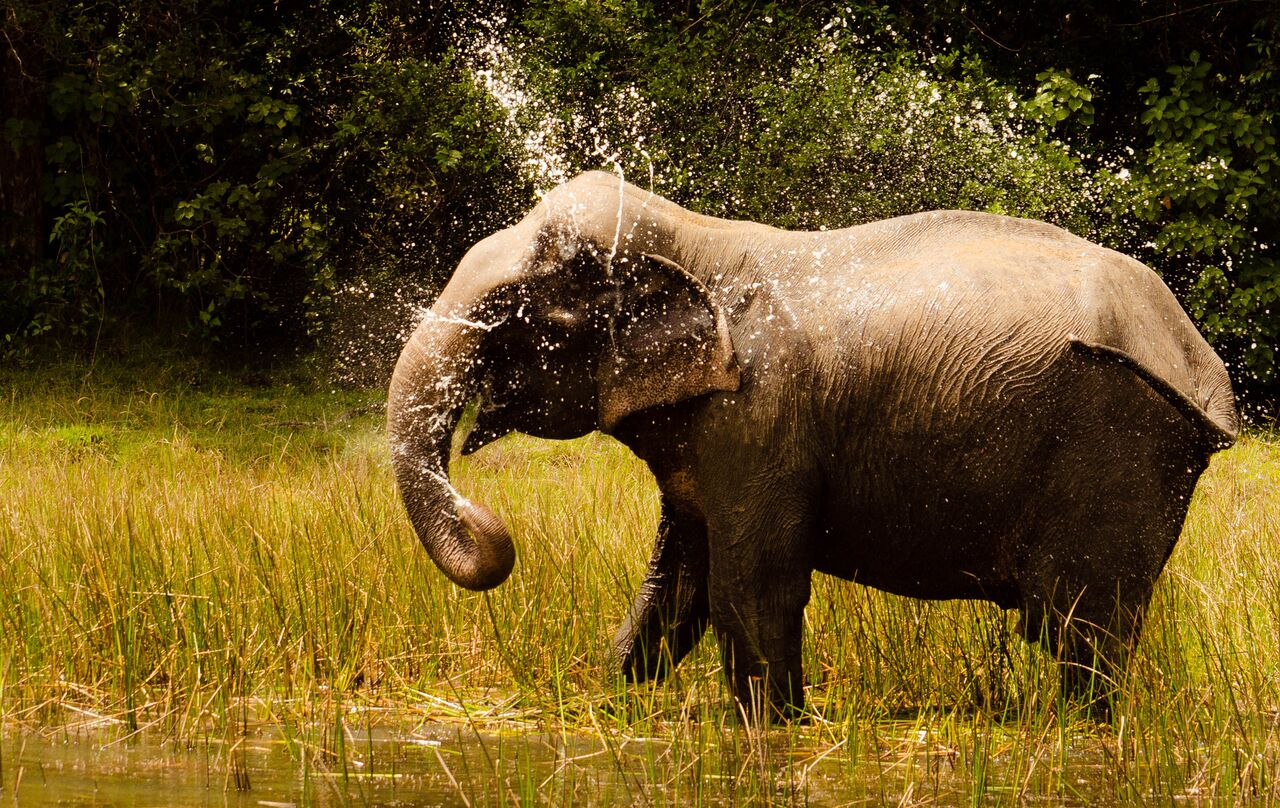
스리랑카코끼리
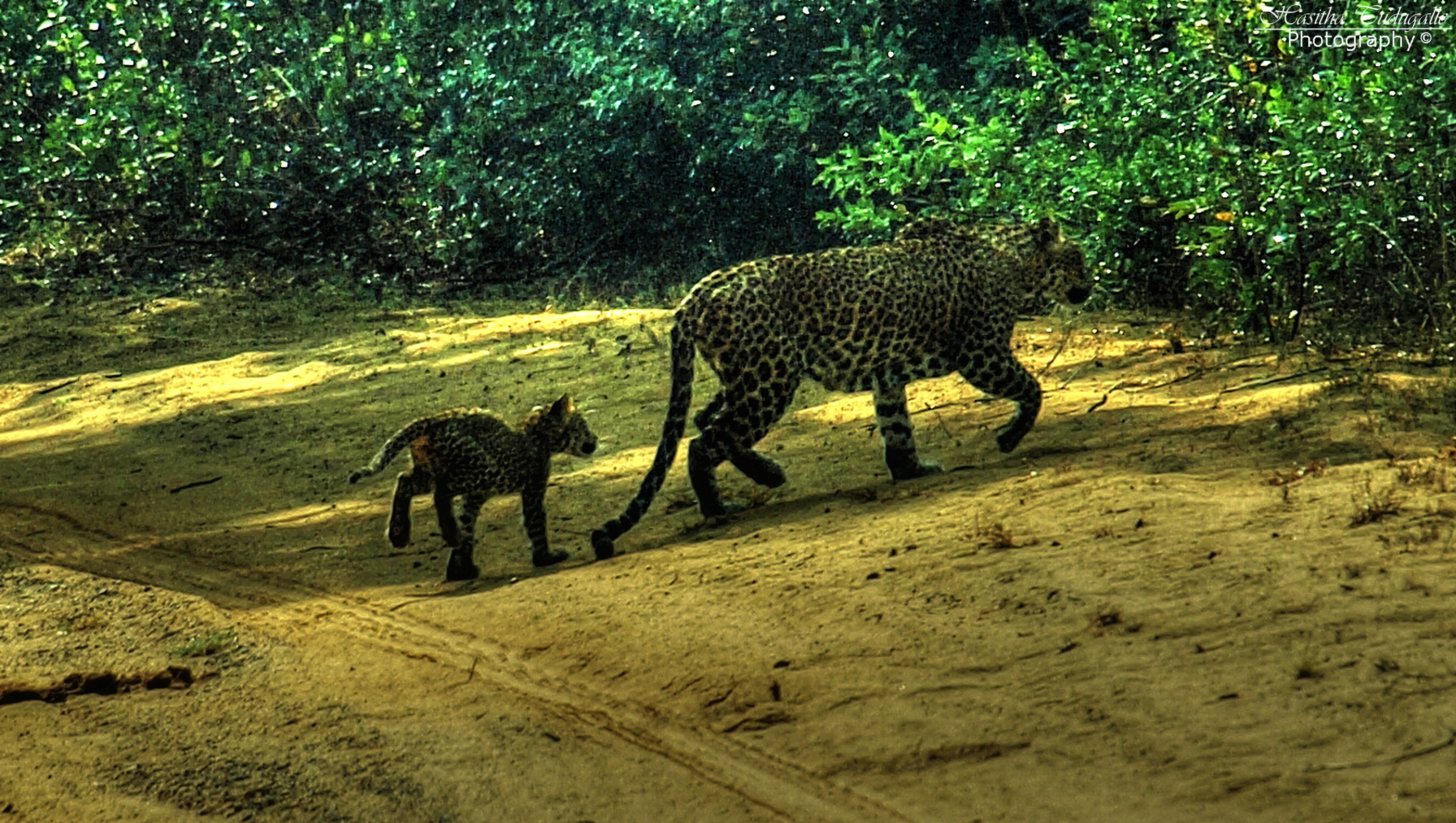
스리랑카표범
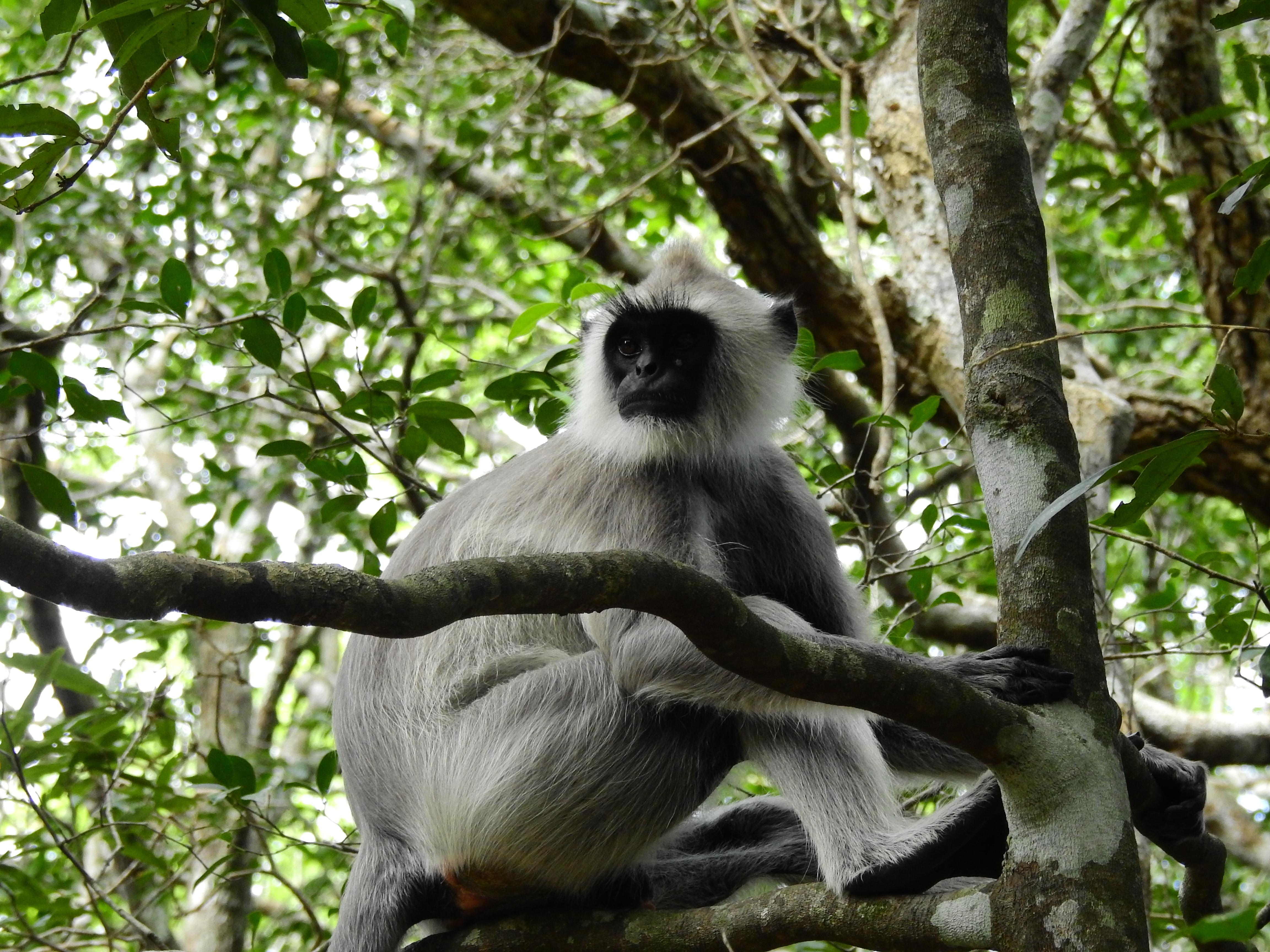
술회색랑구르